# Эскалада, Гильермо
Гилье́рмо Эскала́да (исп. Guillermo Escalada Piriz; 24 апреля 1936, Монтевидео — 21 июня 2023) — уругвайский футболист, выступавший на позиции левого нападающего. Наиболее известен по выступлениям за «Насьональ», с которым четырежды стал чемпионом Уругвая. В составе сборной Уругвая выиграл два чемпионата Южной Америки, а также принял участие в чемпионате мира 1962 года.

## Биография

### Клубная карьера
Гильермо Эскалада — воспитанник школы «Насьоналя». В основном составе «трёхцветных» дебютировал 2 мая 1954 года в матче против «Рамплы Хуниорс», и уже в следующем году помог команде выиграть чемпионат Уругвая. Это было начало победной серии из трёх чемпионских титулов подряд. За 10 лет во всех турнирах Эскалада провёл за «Насьональ» 289 матчей и забил 116 голов. Чаще всего левый вингер забивал в ворота «Пеньяроля» — 11 голов. В 1958—1960 годах был капитаном «Насьоналя».
В 1963 году Чонго играл за «больсос» только в товарищеских матчах, хотя и был в заявке в чемпионате Уругвая, который его команда в итоге выиграла. После потери места в основе он принял решение сменить команду, и в 1964—1965 годах выступал в Аргентине за «Химнасию» из Ла-Платы. Затем Эскалада вернулся на родину, непродолжительное время поиграл за «Монтевидео Уондерерс» и «Дефенсор». В 1967 году с «Депортиво Галисией» завоевал Кубок Венесуэлы, после чего завершил профессиональную карьеру.
В сентябре 2011 году правительство Уругвая за выдающиеся спортивные заслуги назначило Эскаладе особую пенсию, которая в четыре раза превышает размер МРОТ.

### Выступления за сборную
В 1954 году Гильермо Эскалада в составе молодёжной сборной Уругвая выиграл континентальный чемпионат в своей возрастной категории.
Уже в 1955 году молодой нападающий дебютировал за основную сборную. Он вышел на замену в матче континентального первенства против Перу. Уругвайцы уступили со счётом 1:2.
В январе–феврале 1956 года помог «селесте» выиграть чемпионат Южной Америки, проходивший в эквадорском Гуаякиле. В первой игре Эскалада оформил дубль в ворота Парагвая (победа 4:2). Затем Гильермо отметился голом в ворота перуанцев (2:0). Также сыграл против Аргентины (победа 1:0). С тремя голами Эскалада поделил второе место в списке бомбардиров чемпионата, уступив только чилийцу Энрике Ормасабалю.
На первом чемпионате Южной Америки, прошедшем в начале 1959 года в Аргентине, Уругвай был представлен в экспериментальном составе и выступил крайне неудачно, заняв лишь шестое место из семи участников. Эскалада сыграл в пяти матчах, забив один гол в ворота Бразилии (поражение 1:3).
В том же году Уругвай стал чемпионом Южной Америки на втором первенстве континента, состоявшемся в Эквадоре. Гильермо Эскалада сыграл в четырёх матчах, забив по голу в ворота хозяев турнира (4:0) и Бразилии (3:0).
Принял участие в отборочном турнире к чемпионату мира 1962 года. Поехал в Чили в составе национальной команды, однако в итоге на поле не появился ни разу.
Последний раз сыграл за сборную 15 августа 1962 года — в матче за Кубок Липтона Уругвай в гостях уступил Аргентине со счётом 1:3.

## Титулы и достижения
- Чемпион Уругвая (4): 1955, 1956, 1957, 1963 (не играл)
- Вице-чемпион Уругвая (5): 1954, 1958, 1959, 1961, 1962
- Обладатель Кубка Венесуэлы (1): 1967
- Чемпион Южной Америки среди молодёжи (1): 1954
- Чемпион Южной Америки (2): 1956, 1959